# 霍斯勞 (巴赫拉姆四世之子)
霍斯勞是巴赫拉姆四世之子，他於公元420年短暫擔任波斯萨珊王朝的君主。

## 生平
自萨珊王朝傑出的沙阿沙普尔二世逝世後，薩珊貴族和祆教祭司們為了擴張他們的權勢和影響力，多次擁立、廢黜和謀殺多位君主，例如巴赫拉姆四世，以及在公元420年1月21日遇弒的伊嗣俟一世皆是於宮廷政變中身亡。而在伊嗣俟一世死後，他的長子沙普爾四世（時任亞美尼亞國王）迅速趕往薩珊王朝的首都泰西封繼位，然而薩珊權貴們不願見到伊嗣俟一世的子嗣登上王位，為此沙普爾四世很快便遭貴族和祭司殺害，在此之後，他們共同推選巴赫拉姆四世的兒子霍斯勞擔任薩珊王朝的國君。
而伊嗣俟一世的另一個兒子巴赫拉姆在獲知消息後，他當即請求定都於希拉赫的拉赫姆王國派兵幫助他奪取王位，並成功獲得拉赫姆王國的支持。隨後巴赫拉姆在為數眾多的拉赫姆士卒陪同下，率領大軍浩浩蕩蕩地朝向泰西封進軍，抵達王城後，巴赫拉姆向薩珊貴族們承諾他的治世將會與父親伊嗣俟一世的統治截然不同。據列王紀所述，巴赫拉姆提議將皇冠和皇袍放在兩隻獅子中間，他和霍斯勞二人誰能順利殺死猛獸並取回冠袍者即是波斯的君主。怯懦的霍斯勞選擇退出考驗，巴赫拉姆則憑藉過人的勇氣殺死獅子，成功替自己贏得王位。霍斯勞在王位爭奪戰敗落後，相關史料並未記載他最終的命運與結局。